# Castel Volturno
Castel Volturno è un comune italiano di 30 837 abitanti situato nella provincia di Caserta in Campania; il suo litorale è lungo 27 km. Comprende varie località tra le quali: Bagnara, Destra Volturno, Scatozza, Baia Verde, Ischitella e Pinetamare. 

## Geografia fisica
Il centro storico sorge sulla sponda sinistra del fiume Volturno, sull'ultima ansa che questo forma prima di sfociare nel golfo di Gaeta nel mar Tirreno. Il territorio comunale si estende su una superficie di 72,23 km² e possiede 25 km di spiaggia e 10 di pineta. La parte meridionale del territorio (Villaggio Coppola, Marina d'Ischitella e Marina di Lago di Patria) è parte integrante dell'area metropolitana di Napoli, incuneandosi tra l'Agro aversano ed l'Agro giuglianese. Il nome deriva dalla presenza sulle sponde del fiume Volturno di un castello.

## Storia

### Età antica
Situato all'estremità della pianura campana nell'ultima propaggine dei Mazzoni, fu abitato prima dagli Opici, poi dagli Etruschi, che eressero la città di Volturnum, e successivamente dagli Osci. L'abitato svolgeva la funzione di emporium, cioè di raccolta e mercato delle merci prodotte dall'intero basso bacino del Volturno, ed era crocevia obbligato per chi dal mare voleva inoltrarsi nell'interno e raggiungere il porto di Casilinum sul Volturno e da qui l'antica città di Capua.
I Romani, durante la seconda guerra punica (215 a.C.), rinforzarono le mura della città affinché facesse da riparo alla loro flotta, che di qui transitava per raggiungere Capua occupata da Annibale. Nel 194 a.C. Volturnum diventò colonia romana e accolse trecento famiglie di cittadini romani entro le proprie mura. Dopo la morte di Cesare (44 a.C.), subì un'incursione da parte di Menecrate, liberto di Sesto Pompeo, che ne distrusse il porto. L'imperatore Augusto vi inviò una nuova colonia di cittadini romani e nel 95 d.C. l'imperatore Domiziano vi fece costruire la Domitiana, strada che ancora oggi porta il suo nome, e un superbo ponte che univa le due sponde del fiume. All'ardita impresa il poeta Stazio dedicò la terza poesia del quarto libro delle Silvae.

### Medioevo
La diffusione del cristianesimo a Volturnum, nel IV secolo, si deve a San Castrese, la città fu sede vescovile dal V secolo in poi, come testimoniano le sottoscrizioni del vescovo Paschasius ai concili romani del 499, 501 e 502. La città romana di Volturnum, con la caduta dell'Impero romano d'Occidente, le invasioni barbariche e il crollo del ponte domizianeo perse il suo prestigio. Nell'806 Grimoaldo III, principe di Benevento donò il porto di Volturnum all'abbazia di Montecassino, al tempo dell'abate Teodomaro. Nell'841 la città subì devastazioni e distruzioni ad opera dei Saraceni e fu abbandonata.
Dopo l'856 il vescovo longobardo Radiperto, su un'arcata superstite del ponte domizianeo, fece erigere un castello fortificato e ricostruì la chiesa che raccoglieva le spoglie di San Castrese. Nell'988 erano conti di Castri maris Volturni i fratelli longobardi Daoferi e Daoferio, dopo il 1062 il normanno Riccardo I conte di Aversa donò nuovamente il castello di Volturnum al monastero di Montecassino; nel 1128 Roberto II (1127-1157), ultimo discendente dei conti normanni di Aversa, concesse allo stesso monastero di Montecassino il privilegio di pescare nel mare e nel fiume di tutto il territorio di Castello a mare del Volturno; durante il regno di re Ruggero II di Sicilia (1127-1154), il castello fu tolto a Ugone conte di Boiano, che lo aveva occupato.
L'imperatore Federico II di Svevia, nel 1206, lo cedette alla mensa arcivescovile di Capua; nel 1304 Carlo d'Angiò lo fece custodire dal capitano della stessa città di Capua come piazzaforte militare; Ladislao (1386-1414) lo donò a Jacopo Sannazaro nonno dell'omonimo poeta, mentre la regina Giovanna II (1414-1435) lo recuperò come bene della corona, così che il nuovo sovrano Alfonso I d'Aragona lo donò alla figlia Eleonora e questa lo portò in dote al marito Marino Marzano duca di Sessa.

### Età moderna
Il Marzano perdette il castello per essersi ribellato al cognato Ferrante I d'Aragona re di Napoli (1459-1496), il quale per occuparlo dovette farlo assediare nel 1460 da Antonio Piccolomini e questi, per entrarvi, dovette far giungere da Napoli delle bombarde che abbatterono parte delle mura.
L'anno dopo il sovrano lo vendette per 4.387 ducati dalla città di Capua, che lo tenne in suo possesso fino all'abolizione della feudalità nel 1806. 

### Età contemporanea
Nel 1812 fu creato comune autonomo ed ebbe come primo sindaco Giuseppe Toscano; da allora in poi seguì le vicende storiche e politiche del Regno delle Due Sicilie, dal 1860 quelle del Regno d'Italia e dal 1946 quelle della Repubblica Italiana.
Castel Volturno, da castello fortificato a piccolo borgo agricolo, ha subito una notevole trasformazione in seguito ad alcune bonifiche eseguite durante il ventennio fascista, e dal 1954, grazie al completamento della nuova via Domiziana e il nuovo ponte sul fiume Volturno, ha conosciuto un rapido e disordinato sviluppo edilizio, dovuto anche alla creazione di centri turistico balneari come Pinetamare e Baia Verde.
Tra gli anni 1970 e 1980 vennero istituite le riserve naturali di Castel Volturno e dell'oasi di Castel Volturno, inserite nella riserva naturale Foce Volturno - Costa di Licola, nel 2014 nacque l'Ecoparco del Mediterraneo.
Affermatasi come località balneare di riferimento per la borghesia napoletana e casertana tra gli anni sessanta e ottanta, il territorio di Castel Volturno è stato altresì interessato da innumerevoli casi di abusivismo edilizio che hanno stravolto e compromesso l'area litoranea. A partire dalla metà degli anni ottanta la cittadina ha subito un processo di progressivo degrado dovuto a molteplici cause: l'esproprio di appartamenti per migliaia di sfollati del terremoto in Irpinia e la smobilitazione del contingente militare statunitense residente nei pressi della base NATO. Come immediata conseguenza Castel Volturno ha assistito nel giro di pochi anni alla svalutazione e all'abbandono di migliaia di immobili, nella maggior parte dei casi abusivi. Ad aggravare la situazione vi fu anche l'infiltrazione, iniziata partire dagli anni ottanta, attuata dai camorristi del clan dei Casalesi nelle istituzioni e nel tessuto economico locale. Sul finire degli anni ottanta il territorio di Castel Volturno è stato interessato dall'arrivo di migliaia d'immigrati, regolari e clandestini, provenienti da vari Paesi dell'Africa occidentale, Ghana e Nigeria in testa. Le aree e le case dismesse o abbandonate sono quindi diventate dimora per le fasce più deboli, come sfollati del terremoto del 1980 e immigrati africani impiegati nelle campagne circostanti. A partire dagli anni novanta Castel Volturno è stato spesso citato nelle cronache giornalistiche a causa di alcuni episodi legati alla presenza malavitosa avvenuti in frazioni del territorio comunale. In questo territorio infatti la potente camorra locale ha dato in gestione ai clan malavitosi africani, specialmente la mafia nigeriana, il controllo di alcune attività illecite come il racket della prostituzione e lo spaccio di droga. 
Il 18 settembre 2008 nelle frazioni di Baia Verde e Ischitella gli uomini di Giuseppe Setola, sicario dei Casalesi, uccisero sette persone, sei delle quali africane e del tutto estranee a logiche malavitose, in quella che è passata alla storia come la strage di Castel Volturno.
In ambito di assetto del territorio, nel 2025 venne approvato il primo Piano Urbanistico Comunale nella storia del comune.

## Monumenti e luoghi d'interesse

### Architetture religiose

#### Chiesa dell'Annunziata
La chiesa dell'Annunziata è situata nell'omonima piazza nel centro storico cittadino. La chiesa fu eretta nel Cinquecento, ma fu più volte rimaneggiata nel corso dei secoli: l'attuale impianto, insieme alla torre campanaria, risale al Settecento. Contiene importanti opere come una pala del Quattrocento e alcune lastre tombali di elaborata fattura.

#### Cappella di San Castrese
Al centro del lato sinistro di Largo San Castrese, nel borgo murato del castello, si trova la cappella di San Castrese, dedicata al santo patrono della città San Castrese. La cappella è costituita da un solo vano ed è inserita in un edificio composto da due piani. A piano terra sono disposti tre vani: nel primo è situata la scala che conduce al piano superiore, la seconda funge da sagrestia, nella terza è situata la cappella vera e propria, preceduta da un portone d'ingresso sormontato da una piccola finestra ovale, inserita in un triangolo di stucco. La cappella è impostata su una navata unica rettangolare di 4,40x7,80 metri: l'altare è posto sul fondo, all'interno di una nicchia inquadrata da due lesene di ordine ionico. Sulle pareti è raffigurata, tramite affreschi, la storia della vita di San Castrese.
I vari episodi sono posti in sei pannelli rettangolari, divisi tra loro dalle personificazioni della Fede, dell'Obbedienza, della Nobiltà e della Religione. Le vicende narrate iniziano dal lato sinistro: nel primo pannello è rappresentato San Castrese cacciato dall'Africa, nel secondo il Santo è raffigurato su una nave insieme ad altri martiri, nel terzo il Presule è giunto alla foce del Volturno, tutti i passeggeri sono scesi dall'imbarcazione e ad essi è apparso il Signore e San Pietro tra gli Angeli.
Sul lato destro della navata, San Castrese è raffigurato, nel quarto pannello, al centro della piazza del castello sulla soglia della futura cappella, mentre predica ai fedeli; nel quinto riquadro opera il miracolo sul nobile Aristodemo suo persecutore che, malato, è trasportato in lettiga dai soldati al cospetto del Santo; nel sesto il Vescovo è raffigurato sul letto di morte attorniato dai fedeli e visitato dal Signore e dagli Angeli. Sotto la volta della cappella è rappresentato San Castrese in gloria tra gli angeli che, dall'alto del cielo, veglia sul territorio di Castel Volturno, di cui è raffigurato il castello posto alla foce del fiume Volturno. I dipinti sono opera, come si legge dalla firma posta in questa ultima raffigurazione descritta, di Domenico Ferraro di Casagiove e sono stati eseguiti nel 1950.

#### Cappella di San Rocco
La Cappella si trova nell'omonima Via San Rocco, nel centro storico di Castel Volturno, e fu edificata nel 1766 per volere dei fedeli nella zona per poter invocare l'aiuto di San Rocco in caso di pestilenze. L'edificio ha una facciata a capanna, con un grande portone in legno al centro, lesene decorative ai margini del prospetto e un timpano triangolare in sommità. L'interno è costituito da una sola navata con altare centrale, ristrutturato nel 1983. Sull'altare si trova un quadro di Luigi Panarella del 1968 che raffigura San Rocco in ginocchio al quale è apparsa Maria con in braccio il bambino Gesù. Sul lato sinistro, incastonata nel muro, vi è una grande nicchia dove è conservata una grande statua del santo. Sul lato destro vi è una piccola acquasantiera a forma di conchiglia. Il pavimento in maioliche a rombi bianchi e neri è di antica fattura.

#### Cappella di Maria Santissima della Civita
La cappella della Madonna delle Grazie si trova in via Maria Santa della Civita, nel centro storico di Castel Volturno, costruita nel luogo dove sorgeva l'antica città romana di Volturnum, perciò detta della Civita. La chiesetta ha sul davanti un lungo cortile racchiuso da mura, con all'ingresso un cancello di ferro. La forma della costruzione è a capanna, sul portone di accesso, all'unica navata di cui si compone la chiesetta, vi è una finestra circolare. L'abside si presenta con al centro un altare di pietra sul quale è posto un quadro della Madonna delle Grazie di recente fattura, racchiuso tra quattro archi, di cui tre addossati alle pareti. La cappella conserva una statua lignea della Vergine Assunta in cielo, sospesa su una nuvola retta da due piccole teste di Angeli.

### Architetture civili e militari

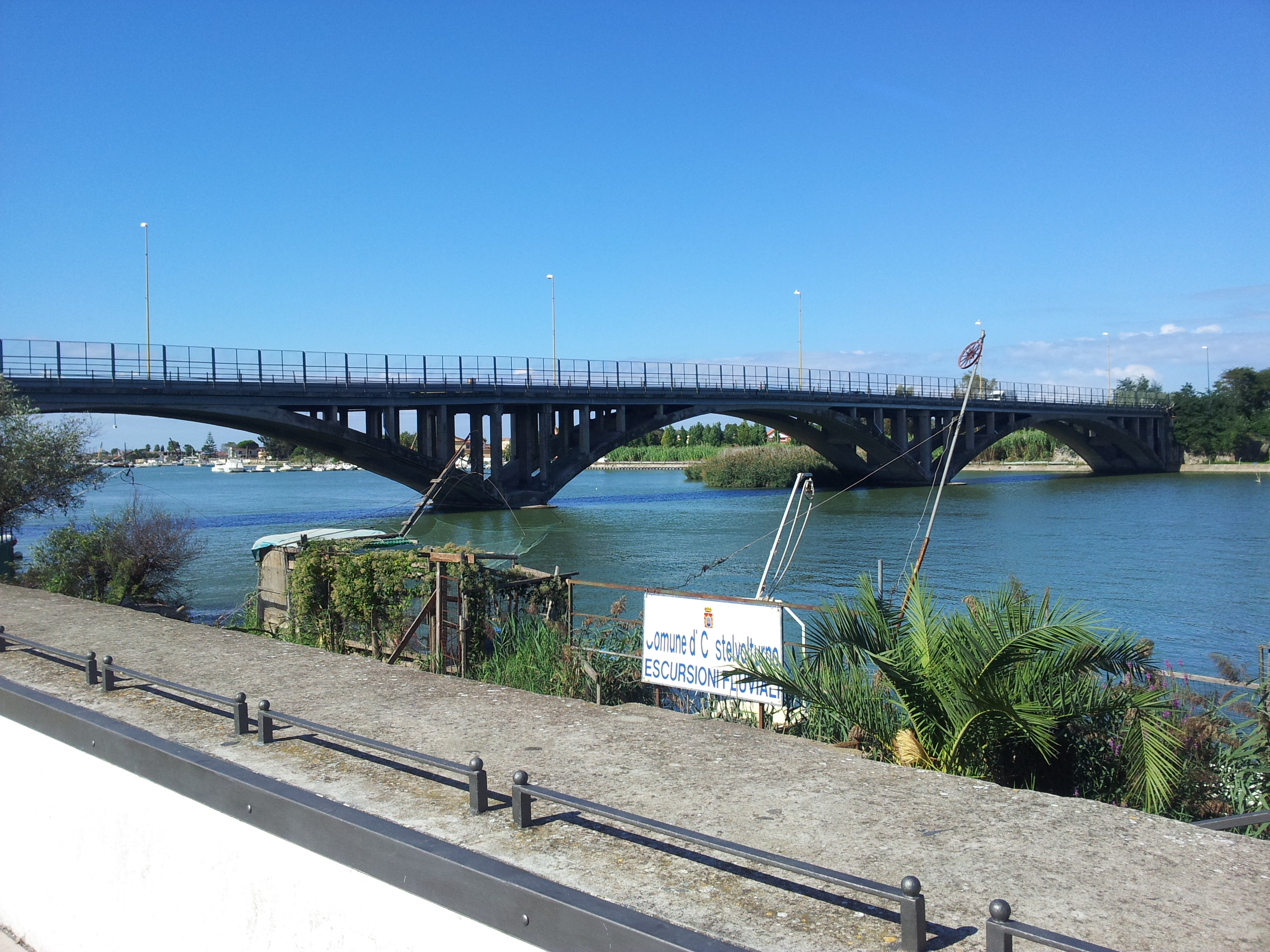
Ponte a Castelvolturno

#### Il Castello e il Borgo san Castrese
Il castello di Castel Volturno era la principale struttura difensiva di Castel Volturno, situata sull'ultima ansa disegnata dal fiume Volturno prima di sfociare nel Mar Tirreno. Al nucleo originario, probabilmente dell'XI secolo, si sono aggiunte nei secoli numerose strutture, unite a rifacimenti spesso pesanti: attualmente, il castello si presenta con la veste assunta durante i restauri del Seicento e del Settecento.

#### Torre di Patria

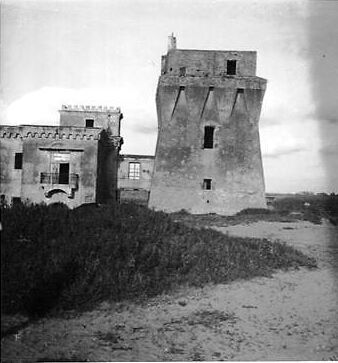
Torre di Patria

La torre di Patria, situata al km. 43 della via Domiziana in località Marina di Lago di Patria, è tra gli esempi di torri di avvistamento e di difesa quella che si è meglio conservata, tra le tante che sorgevano lungo tutta la costa domiziana, nonostante le trasformazioni subite nel corso dei secoli. L'origine del nome della località è da attribuirsi alla frase "Ingrata Patria nec ossa quidem mea habes" pronunciata, secondo quanto scrive Valerio Massimo, da Publio Cornelio Scipione l'Africano, che dopo la vittoria di Zama su Annibale si ritirò in esilio volontario nella città di Liternum, dove morì nel 183 a.C. e dove fu seppellito, in un grande sepolcro sormontato da una statua, che fu visitato da Livio e Seneca. La tradizione vuole che l'attuale torre sia sta fabbricata con i ruderi della tomba del grande condottiero romano. Secondo alcuni storici, fu fatta costruire dagli Aversani nel 1421 per difendere la costa dalle incursioni dei Saraceni, mentre secondo altri fu eretta dagli Aragonesi e venduta dal re di Napoli Ferrante d'Aragona alla città di Aversa nel 1467. Accanto alla Torre che era demaniale, vi era una taverna che invece era della “Terra di Giugliano”.
L'impianto dell'edificio rientra nella tipologia delle tipiche torri fortificate, sorte sia per l'avvistamento dei nemici che giungevano dal mare. La sua funzione era di raccogliere, in caso di pericolo, i segnali luminosi o di fumo provenienti dalle altre torri e di ritrasmetterli a quella successiva. La costruzione ha la forma di una piramide tronca con base quadrata, ha un lato di 11,40 metri e un'altezza di 15 metri. L'interno si articola su tre piani coperti con volte a botte, adibiti anticamente a magazzino la parte inferiore, ad alloggio il primo piano e a batteria il terzo. Il piano terra conserva una cisterna, che serviva per raccogliere l'acqua piovana proveniente dalla copertura mediante un cunicolo canale, che dal tetto raggiungeva la cisterna. Gli armamenti erano posizionati in alto nella zona contornata a caditoie, che impedivano l'assedio ravvicinato.

### Aree naturali

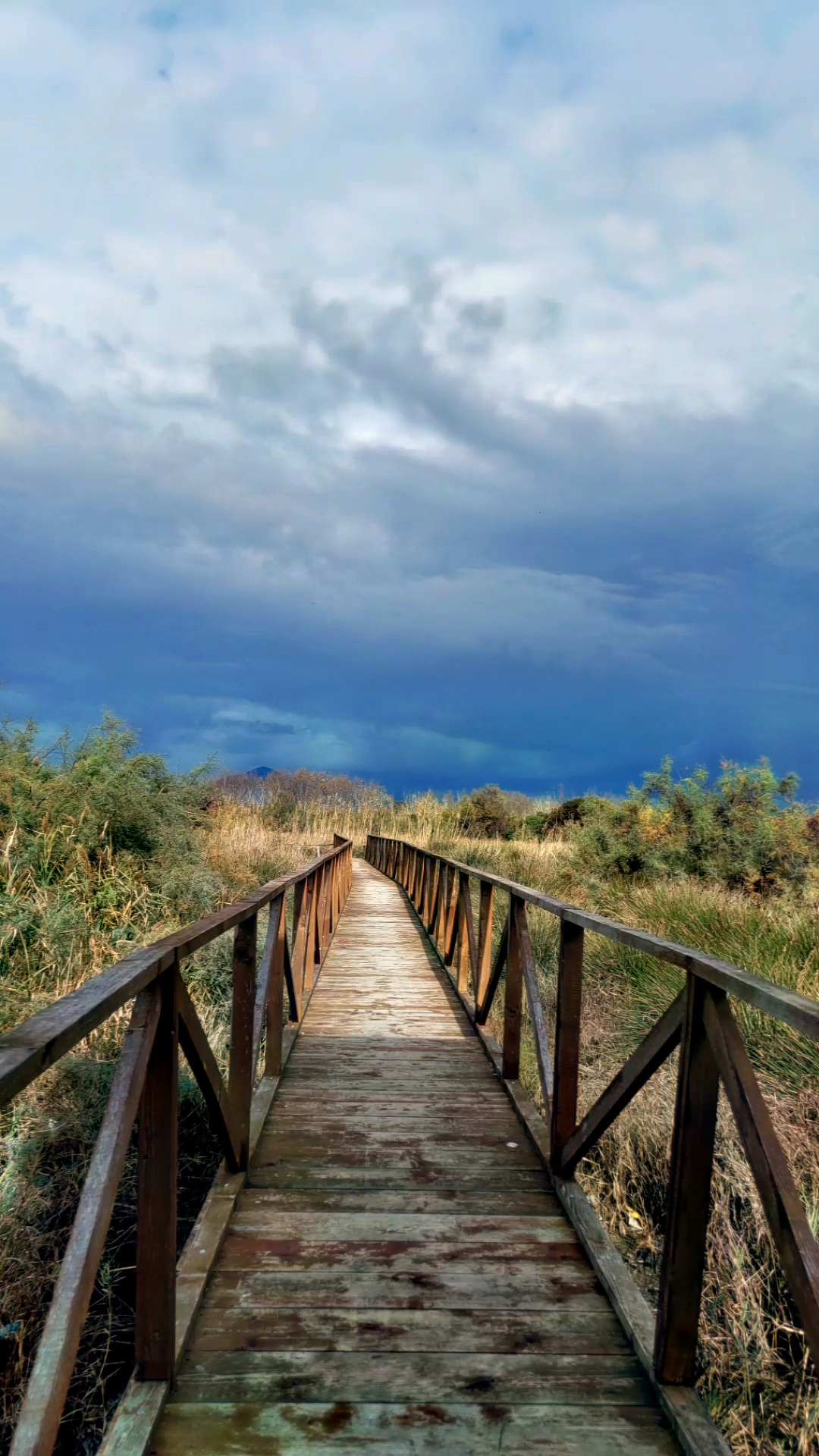
Oasi dei Variconi

- Riserva naturale Castelvolturno e riserva naturale dei Variconi (detta Oasi di Castelvolturno) comprese nella riserva naturale Foce Volturno - Costa di Licola
- Ecoparco del Mediterraneo[4]

## Società

### Evoluzione demografica
Abitanti censiti

### Etnie e minoranze straniere
Al 31 dicembre 2023 i residenti stranieri erano 5 409, ovvero il 18,3% della popolazione.La comunità straniera più numerosa è quella proveniente dalla Nigeria con il 33,2% di tutti gli stranieri presenti sul territorio, seguita dal Ghana e dall'Ucraina.

## Cultura
Nel 2017, è stato istituito a Castel Volturno il MIACE – Museo Internazionale di Arte Contemporanea dell'Euromediterraneo, museo di arte contemporanea comprendente anche 12 laboratori tematici e attività culturali e scientifiche.
Presso il Pineta Grande Hospital è situata una sede del corso di laurea in medicina e chirurgia dell'università degli Studi della Campania Luigi Vanvitelli in collaborazione con l'università degli Studi di Napoli "Parthenope".

## Infrastrutture e trasporti
È servito dalle linee bus AIR Campania (che esercita alcune linee ex CTP).

## Amministrazione

Gonfalone civico

| Periodo          | Periodo          | Primo cittadino        | Partito                                                  | Carica  | Note |
| ---------------- | ---------------- | ---------------------- | -------------------------------------------------------- | ------- | ---- |
| 21 novembre 1993 | 16 novembre 1997 | Mario Luise            | Partito Democratico della Sinistra                       | Sindaco |      |
| 16 novembre 1997 | 16 aprile 2000   | Antonio Scalzone       | Forza Italia                                             | Sindaco |      |
| 16 aprile 2000   | 3 aprile 2005    | Antonio Scalzone       | Forza Italia                                             | Sindaco |      |
| 3 aprile 2005    | 28 marzo 2010    | Francesco Nuzzo        | Democratici di Sinistra                                  | Sindaco |      |
| 28 marzo 2010    | 25 maggio 2014   | Antonio Scalzone       | Il Popolo della Libertà                                  | Sindaco |      |
| 25 maggio 2014   | 10 giugno 2019   | Dimitri Russo          | Partito Democratico, SEL, 100 volti x la svolta,Ondanova | Sindaco |      |
| 10 giugno 2019   | 10 giugno 2024   | Luigi Umberto Petrella | FdI - FI - Lega - Rinascita Litorale Domitio             | Sindaco |      |
| 25 giugno 2024   | in carica        | Pasquale Marrandino    | -                                                        | Sindaco |      |

## Geografia antropica

### Frazioni
- Bagnara
- Borgo Domizio
- Destra Volturno
- Ischitella
- Scatozza
- Seponi
- Villaggio Coppola Pinetamare
- Villaggio del Sole
- Mazzafarro

### Urbanistica
Nel 2025 è stato approvato il piano urbanistico comunale, strumento di pianificazione urbanistica del territorio.

## Sport
A Castel Volturno, dal 2005, ha sede il centro sportivo "SSC Napoli Training Center" della Società Sportiva Calcio Napoli. Il Castelvolturno calcio partecipa al campionato di Eccellenza Campania 2023/2024 girone A.